# John Henry O'Hara
John Henry O'Hara (Pottsville, 31 gennaio 1905 – Princeton, 11 aprile 1970) è stato uno scrittore statunitense.

## Biografia
Nacque in Pennsylvania da genitori di origine irlandese. Fu inizialmente conosciuto per i suoi racconti e, più tardi, per aver scritto alcuni romanzi di successo, tra i quali Appointment in Samarra e BUtterfield 8. Da quest'ultimo fu tratto il celebre film Venere in visone con Elizabeth Taylor, che vinse il suo primo premio Oscar alla migliore attrice.  
O'Hara era particolarmente noto per un raffinatissimo gusto per il dialogo. Fu un attento osservatore delle differenti posizioni sociali e delle differenze di classe, e molti dei suoi personaggi si caratterizzano per le loro ambizioni sociali. Apprezzato da grandi scrittori come Ernest Hemingway e Francis Scott Fitzgerald, morì a Princeton in New Jersey nel 1970.

## Opere

### Romanzi
- Appuntamento a Samarra (Appointment in Samarra) (1934)
- Venere in visone (BUtterfield 8) (1935)
- L'inferno dorato (Hope of Heaven) (1938)
- Pal Joey (1940)
- Smania di vita (A Rage to Live) (1949)
- La locanda del contadino (The Farmers Hotel) (1951)
- Un pugno di polvere (Ten North Frederick) (1955)
- Dalla terrazza (From the Terrace) (1958)
- Ourselves to Know (1960)
- The Big Laugh (1962)
- Elizabeth Appleton (Elizabeth Appleton) (1963)
- L'ossessione dei Lockwood (The Lockwood Concern) (1965)
- Il dio di Broadway (The Instrument) (1967)
- Lovey Childs: A Philadelphian's Story (1969)
- The Ewings (1970)
- The Second Ewings (1972)

### Raccolte di racconti
- The Doctor's Son and Other Stories (1935)
- Files on Parade (1939)
- Graven Image (1943)
- Pipe Night (1945)
- Hellbox (1947)
- Prediche e acqua minerale (Sermons and Soda Water: A Trilogy of Three Novellas) (1960)
- Assembly (1961)
- The Cape Cod Lighter (1962)
- The Hat on the Bed (1963)
- The Horse Knows the Way (1964)
- Waiting for Winter (1966)
- And Other Stories (1968)
- The Time Element and Other Stories (1972)
- Good Samaritan and Other Stories (1974)
- The New York stories (2020) Bompiani/Giunti Editore ISBN 978-88-452-98-19-6

### Sceneggiature
- He Married His Wife, regia di Roy Del Ruth (1940)
- I Was an Adventuress, regia di Gregory Ratoff (1940)
- Ondata d'amore (Moontide), regia di Archie Mayo (1942)

### Teatro
- Five Plays (1961): The Farmers Hotel, The Searching Sun, The Champagne Pool, Veronique, The Way It Was

### Saggi, lettere, articoli
- Sweet and Sour (1954)
- My Turn (1966)
- Letters (1978)

## Trasposizioni cinematografiche
Diverse opere di O'Hara hanno avuto una trasposizione cinematografica:
- Pal Joey del 1957, diretto da George Sidney, tratto dagli omonimi romanzo e musical del 1940.
- Un pugno di polvere del 1958 diretto da Philip Dunne, tratto dall'omonimo romanzo del 1955.
- Dalla terrazza del 1960 diretto da Mark Robson, tratto dall'omonimo romanzo del 1958.
- Venere in visone del 1960 diretto da Daniel Mann, tratto dall'omonimo romanzo del 1935.
- Smania di vita del 1965 diretto da Walter Grauman, tratto dall'omonimo romanzo del 1949.